# Juránkova chata
Juránkova chata je zaniklá horská chata v nevýrazném sedle mezi Svarohem a Jezerní horou na Šumavě, na katastrálním území Hojsova Stráž v blízkosti česko-bavorské hranice u hraničního znaku 29/6-0/1. V době své existence se jednalo o nejvýše položenou horskou chatu na české straně Šumavy (1319 m n. m.). Chata sloužila především jako lyžařská základna, u záměru její výstavby byly preferovány vynikající okolní sněhové podmínky. Její pojmenování se jí dostalo po průkopníku šumavského lyžování a náčelníku Českého Ski klubu Plzeň Arnu Juránkovi. Vedlo k ní několik cest - asi nejznámější byla Dámská cesta, která procházela kamenným mořem Jezerní hory.

## Historie
Poprvé byla chata slavnostně otevřena Českým Ski klubem Plzeň v neděli dne 1. října 1922 ve 12 hod, zbudována byla na pozemku patřícímu v té době knížecímu rodu Hohenzollernů. První verze Juránkovy chaty měla podobu dřevěného srubu na kamenné podezdívce. V přízemí byla chata tvořena jednou místností velikosti 4 x 5 m a malou předsíní, v podkroví umožňovaly palandy přespání 10 osob. Srub byl v provozu pouze ve všední dny a sloužil procházejícím turistům a lyžařům k přespání nebo jako přístřeší před nepřízní počasí. Prvním správcem objektu se stal bývalý lesní a stavební dělník jménem Raial (v letech 1874–1877 pracoval na stavbě Špičáckého tunelu). Chata po více než devíti letech své existence během silvestrovských oslav dne 31. prosince 1931 vyhořela.
Hned následující rok se započalo s výstavbou nové chaty, která měla díky projektu ing. Otakara Prokopa z Plzně zajímavé architektonické řešení i moderní vnitřní vybavení (např. teplovzdušné ústřední topení, velká restaurace) a její celkové náklady činily cca 250 000 Kčs. K slavnostnímu otevření došlo 30. října 1932. Dostálův průvodce z roku 1938 chatu popisuje takto: „Vysoká, štíhlá stavba se strmou střechou na důležité křižovatce. Přízemí je cihlové, výše srub s heraklitem a prkenným obitím. V přízemí je úschovna a úpravna lyží, ústřední pec, hala a kuchyně. V 1. patře restaurační místnost, ve 2. patře noclehárna pro muže a ženy se 40 lůžky, ve 3. patře byt nájemce.“ Na rozdíl od předchozího srubu měla již celoroční provoz a správcem byl opět Raial, našel tady svůj domov i mohutný horský bernardýn. Český Ski klub Plzeň zde organizoval četné lyžařské závody – v roce 1935 se zde např. konala I. Velká sjezdová cena Šumavy. Lyžařský a turistický boom utnuly válečné události – po dobu Protektorátu Čechy a Morava a druhé světové války byla chata mimo provoz. Klíč od objektu byl uložen u tehdejšího německého nájemce chaty na Černém jezeře. Norbert Lang z Českého Ski klubu Plzeň chodíval se synem chatu pravidelně kontrolovat – až do posledního roku války byla chata zakonzervovaná a v dobrém technickém stavu, německé obyvatelstvo o ni neprojevovalo prakticky žádný zájem. Necelý rok před skončením války zde však německý Wehrmacht vybudoval vojenský radar a do lyžárny chaty umístil mohutný agregát pro výrobu elektrického proudu k napájení radaru. To se stalo Juránkově chatě zřejmě osudné při obsazování Bayerisch Eisenstein a Železné Rudy americkou armádou a následném pročesávání rozsáhlého okolního území. Když 15. května 1945 Norbert Lang dorazil s dalšími členy plzeňského Ski klubu k chatě, nalezli chatu vyhořelou, při bližším ohledání nebyly zjištěny stopy výbuchu munice, ani ozbrojeného střetu mezi vojáky německé a americké armády, nedaleko spáleniště byla ale objevena americká letecká nádrž se zbytkem benzínu.
Členové Českého Ski klubu se okamžitě pustili do obnovy chaty, která byla provázena velkým poválečným nadšením – konaly se četné peněžní sbírky, členové Ski klubu vynášeli na svých bedrech stavební materiál z nádraží Železná Ruda - Špičák na staveniště chaty. A tak mohla být rekonstrukce podle projektu inženýra Prokopa a doktora Neckáře dokončena před koncem roku a chata byla znovu uvedena do provozu 23. prosince 1945. Obnovená chata však byla pouze jednopatrová. Po komunistickém puči v roce 1948 byl veškerý majetek Ski klubu Plzeň zabaven a postupně převeden na orgány nově vznikající jednotné Československé tělovýchovy. V roce 1951 bylo zřízeno hraniční pásmo a všechny stavby v něm byly v polovině padesátých let rozbořeny. To postihlo zřejmě i Juránkovu chatu, která spadala pod příslušnost 7. roty Pohraniční stráže umístěné na Černém jezeře. Kdy přesně a jak byla demolice chaty provedena, není známo. Její ruiny přetrvaly do současných dnů.